# If Only I Could Remix
Az If Only I Could Remix a német-amerikai származású Sydney Youngblood és Tom Pulse közös dala, mely az 1989-ben megjelent eredeti dal remixe.

## Megjelenések
12"  Kontor Records – K588
- A1	If Only I Could (Rico Bass.Rmx) 5:29 Remix – Rico Bass
- A2	If Only I Could (Original Ext.Mix)	5:19
- A3	If Only I Could (DJ Toolz)	2:45
- B1	If Only I Could (Thomas Scheffler Dub) 5:24 Remix – Thomas Scheffler
- B2	Sunshine Electronic	5:25

## Slágerlista
| Slágerlista (2007)   | Legjobb helyezés |
| -------------------- | ---------------- |
| German Singles Chart | 89               |

## Külső hivatkozások
- Hallgasd meg a remixet a YouTube-on[3]
- Nézd meg az eredeti dal videóklipjét[4]